# Marina Stefanoni
Marina Elena Stefanoni (* 30. November 2002 in Darien, Connecticut) ist eine US-amerikanische Squashspielerin.

## Karriere
Marina Stefanoni spielte erstmals 2016 auf der PSA Squash Tour und gewann auf dieser bislang zehn Titel. Ihre beste Platzierung in der Weltrangliste erreichte sie mit Rang 25 am 9. Juni 2025. Mit der US-amerikanischen Nationalmannschaft wurde sie 2016, 2018 und 2023 Panamerikameisterin. Im Einzel erreichte sie 2023 das Finale, das sie gegen Hollie Naughton verlor. Bei den Panamerikanischen Spielen 2023 in Santiago de Chile gewann sie im Einzel die Bronzemedaille. 2024 gehörte Stefanoni erstmals auch zum US-amerikanischen Kader bei einer Weltmeisterschaft und wurde nach einer Finalniederlage gegen Ägypten Vizeweltmeisterin.

## Erfolge
- Vizeweltmeisterin mit der Mannschaft: 2024
- Vizepanamerikameisterin: 2023
- Panamerikameisterin mit der Mannschaft: 2016, 2018, 2023
- Gewonnene PSA-Titel: 10
- Panamerikanische Spiele: 1 × Bronze (Einzel 2023)